# Alpha (album de Selena)
Pour les articles homonymes, voir Alpha (homonymie).
Albums de Selena
The New Girl In Town
(1985) Muñequito de Trapo
(1987)
Alpha est le troisième album de Selena avec Los Dinos sorti en 1987.

## Titres des pistes
| No  | Titre                   | Auteur                       | Durée |
| --- | ----------------------- | ---------------------------- | ----- |
| 1.  | Dame un beso            | Quintanilla III & Ricky Vela | 3:50  |
| 2.  | Con esta copa           | Johnny Herrera               | 3:02  |
| 3.  | Soy amiga               | Ricky Vela                   | 4:05  |
| 4.  | Corazoncito             | Quintanilla III & Guerra     | 2:33  |
| 5.  | Sentimientos            | A.B. Quintanilla III         | 3:16  |
| 6.  | Pero cómo te ha ido     | Johnny Herrera               | 3:06  |
| 7.  | Pa que me sirve la vida | Jesús Monge                  | 2:52  |
| 8.  | Pensando en ti          | Vela/García                  | 4:09  |
| 9.  | El tejano               |                              |       |
| 10. | Dame tu amor            | Quintanilla Jr. & Vela       | 3:46  |